# 흑석산
흑석산(黑石山)은 대한민국 전라남도 해남군 계곡면에 자리한 산이다. 높이 해발 650m이다.

## 특징
가학산과 별매산으로 이어지는 영암군 월출산의 여세가 남서로 뻗으며 솟구쳐놓은 산줄기로 설악산 공룡능선을 뺨치는 암릉 풍치와 지리산의 일맥처럼 길게 뻗은 능선 줄기는 누구든 감탄사를 연발하게 하지만 아직 그리 널리 알려지지 않았다.

## 산행길
흑석산의 산행길은 별매산부터 시작하는 종주산행으로 이루어진다.
- 강진군 성전면 제전마을(1시간) - 첫 번째 봉우리 - 별매산 정상 -   가시덤불 - 암부왼쪽 - 가학산 정상 - 가리재 - 암릉(수직암벽) - 흑석산   정상- 암릉 - 가래재 -하산로(오른쪽 20분) - 저수지 - 억새밭 -   비포장농로- 학계리 마을[1]

## 같이 보기
- 한국의 산
- 별매산
- 가학산
- 월출산